# Лучицька Марія Вікторівна

Марія Вікторівна Лучицька

Марі́я Ві́кторівна Требинська, у шлюбі Лучи́цька (* 16 (28) грудня 1852 — † 1924) — українська перекладачка, видавниця, громадська діячка.
Дружина історика Івана Лучицького, мати геолога Володимира Лучицького, бабуся геолога Ігоря Лучицького, прабабуся історика Світлани Лучицької.

## Біографічні дані
Народилася неподалік Черкас, на хуторі Іркліїв, у сім'ї нащадка сербського князя Угричича, котрий за перемогу над турками під містом Требіньє дістав «приставку» Требінський, і дочки українського поміщика Фотини Павлівни, котра товаришувала з батьком Миколи Лисенка та родинами Старицьких і Кропивницьких. Ще до 1861 року її дід сам відпустив на волю своїх селян.
Марія блискуче й достроково закінчила Інститут шляхетних дівчат у Києві. Ще в ранній юності навчала грамоти селянських дітей, сповідуючи погляди Дмитра Писарєва, мріяла працювати й стати лікарем.
Намірам поїхати до Цюриху здобути освіту перешкодила зустріч із талановитим ученим Іваном Лучицьким. 1874 року вони побралися — й Лучицький захопив дружину своїми науковими інтересами.
1875 року разом із чоловіком поїхала в Париж, де він займався в архівах. У подружжя була традиція влаштовувати журфікси (тобто, приймати гостей у завчасно визначені дні тижня). На них приходили, зокрема, учасники Паризької Комуни, з якими чоловік познайомився під час свого першого перебування у Франції на початку 1870-х, коли займався магістерською дисертацією. Як зазначає у спогадах Лучицька, «вечірні зібрання щовівторка тривали в нас увесь час нашого перебування в Парижі, до від'їзду на берег моря в Бретань, де я провела місяць за приписом лікаря».
Марія Вікторівна вивчила іспанську мову, щоб переписувати чоловікові необхідні для його наукових занять джерела цією мовою.

## Перекладацька діяльність
Ще в юності Марія Требинська опанувала чотири чужоземні мови і на прохання чоловіка стала перекладати потрібні йому праці. Вона переклала з англійської російською мовою «Описову соціологію» Герберта Спенсера, «Історичну географію Європи» Едуарда Фрімана, «Історію розумового розвитку Європи» Дж. Дрепера, із французької — «Історію Франції XIX ст.» Л.Грегуара тощо.
За редакцією Марії Лучицької вийшли 22 томи зібрання творів Віктора Гюго і 48 томів — Еміля Золя.
Зацікавившись країнами Скандинавії, Марія Лучицька опанувала норвезьку, данську, шведську мови й першою запропонувала увазі співвітчизників скандинавську наукову та художню літературу. Серед її перекладів — зібрання творів Генріка Ібсена.